# Софьино (Одинцовский район)
Софьино — деревня в Одинцовском районе Московской области, входит в городское поселение Кубинка. Население 1 человек на 2006 год. До 2006 года Софьино входило в состав Наро-Осановского сельского округа.
Деревня на западе района, на северном берегу Нарских прудов — каскада прудов Нарского рыбхоза в верховьях Нары, высота центра над уровнем моря 175 м. Ближайшие населённые пункты — деревни Крутицы в 1,5 км на северо-запад, Чупряково в 1,3 км восточнее и Ерёмино в 2,5 км на запад.
История села Чудиновское прослеживается с XIV века, в 1461 году владелицей села Софьей оно было передано Савво-Сторожевскому монастырю, тогда же закрепилось современное название. После Смутного времени село долго пустовало, потом было заселено вновь. Монастырю Софьино принадлежало до 1764 года. На 1852 год в Софьино числилось 38 дворов, 149 душ мужского пола и 175 — женского, в 1890 году — 65 человек и усадьба Линёва. По Всесоюзной переписи 17 декабря 1926 года числилось 59 хозяйства и 257 жителей, на 1989 год — 11 хозяйств и 9 жителей.